# Vedma
Vedma (russisk: Ведьма) er en russisk spillefilm fra 2006 af Oleg Fesenko.

## Medvirkende
- Valerij Nikolaev som Ivan
- Jevgenija Krjukova som Marryl
- Lembit Ulfsak
- Arnis Licitis
- Juhan Ulfsak